# هاري بيرس
هاري بيرس هو مؤرخ كندي، ولد في 1870 في History of Halifax, Nova Scotia ‏ في كندا، وتوفي في 1940.